# Anagallis brevipes
Anagallis brevipes är en viveväxtart som beskrevs av Peter Geoffrey Taylor. Anagallis brevipes ingår i släktet Anagallis och familjen viveväxter. Inga underarter finns listade i Catalogue of Life.